# Bäverhustjärnen, Ångermanland
Bäverhustjärnen är en sjö i Sollefteå kommun i Ångermanland och ingår i Ångermanälvens huvudavrinningsområde.